# Nagyfai Országos Büntetés-végrehajtási Intézet
A Nagyfai Országos Büntetés-végrehajtási Intézet büntetés-végrehajtási intézet Csongrád-Csanád vármegyében, Algyő közelében. Költségvetési szerv, jogi személy. Alaptevékenysége a külön kijelölés által meghatározott körben:
- az előzetes letartóztatással, továbbá
- a felnőtt korú férfi elítéltek fegyház, börtön és fogház fokozatú szabadságvesztésével
- az egészségügyi utókezelésre szoruló fogvatartottak  ellátásával összefüggő büntetés-végrehajtási feladatok ellátása.

Felügyeleti szerve a Belügyminisztérium, szakfelügyeletet ellátó szerve a Büntetés-végrehajtás Országos Parancsnoksága.
Címe: 6750 Algyő-Nagyfa. Az intézet a Szeged és Hódmezővásárhely közötti 47-es főúttól körülbelül 10 kilométerre, az Élő-Tisza és a Nagyfai Holt-Tisza közötti területen fekszik. A 47-es úttól a 4413-as úton érhető el, Hódmezővásárhely déli része felől a 4414-es, majd Batida után a 4454-es, végül ugyancsak a 4413-as úton közelíthető meg. Magának az intézetnek a főbejáratához csak egy alsóbbrendű, számozatlan bekötőút vezet a 4413-as út 5,350-es kilométerszelvényétől.

## Története
- A Pallavicini uradalomból kialakított 744 katasztrális holdas nagyfai birtokot a Tisza szabályozási munkálatait követően adta át az Országos Földbirtokrendező Bíróság a Szegedi Kerületi Börtönnek,  rabgazdaság céljára.
- Az objektum 1949-től letartóztató intézetként – mint önálló őrparancsnokság, – a gazdaság pedig az  Igazságügyi Minisztérium Mezőgazdasági Vállalat keretében az Állampusztai Célgazdaság üzemegységeként működött.
- 1951-től a Belügyminisztérium alárendeltségébe került intézet a Szegedi Fegyház és Börtön, a gazdaság a Közérdekű Munkák Igazgatósága (KÖMI) irányítása alatt működött.
- A gazdaság felügyeletét 1954-ben az Élelmiszeripari Minisztérium vette át, Algyő-Nagyfai Konzervipari Célgazdaság néven. Az intézet 1957 elején önállósult, Szigorított Büntetés-végrehajtási Munkahely, Nagyfa elnevezéssel.
- az 1974. évi 10. tvr. rendelkezett az alkoholisták kötelező intézeti gyógykezelésének ügyében a Nagyfai Munkaterápiás Alkoholelvonó Intézete (MAT) alapításáról. A MAT, – majd jogutódja, a Munkaterápiás Alkoholelvonó Intézet (MAI) – és a börtönrezsim 1981 márciusáig párhuzamosan működött.
- A Nagyfai Országos Büntetés-végrehajtási Intézet az alapító okirat szerint 1990-ben létesült. Elsődlegesen a csökkent munkaképességű és a gyógyító-nevelő csoportba helyezett  fogvatartottak elhelyezésére jelölték ki. A börtön és fogház fokozatú új intézet kialakítását a Szegedi Átmeneti Intézetből és a Martonvásári Szigorított Javító-nevelő Intézetből átszállított elítéltekkel kezdték meg 1990 februárjában.
- Az objektum az 1990. május 18-i közkegyelem miatt kiürült, a betelepítésére ezt követően folyamatosan került sor.

Az intézet közvetlen közelében, de attól elkülönítetten terül el az őri lakótelep.
Az elítélteket vegyesipari, karbantartási és mezőgazdasági munkával foglalkoztatják az Állampusztai Mezőgazdasági és Kereskedelmi Kft. részlegeként működő gazdaságban.